# Tiro ai Giochi della XXXI Olimpiade - Double trap
La gara di double trap maschile dei Giochi della XXXI Olimpiade si è svolta il 10 agosto 2016.

## Risultati

### Turno di qualificazione
| Pos. | Atleta            | Nazione                      | 1  | 2  | 3  | 4  | 5  | Totale | Shoot-off | Note |
| ---- | ----------------- | ---------------------------- | -- | -- | -- | -- | -- | ------ | --------- | ---- |
| 1    | Andreas Löw       | Germania                     | 29 | 27 | 28 | 28 | 28 | 140    |           | Q    |
| 2    | James Willett     | Australia                    | 30 | 24 | 30 | 29 | 27 | 140    |           | Q    |
| 3    | Tim Kneale        | Gran Bretagna                | 28 | 27 | 29 | 30 | 25 | 139    |           | Q    |
| 4    | Steven Scott      | Gran Bretagna                | 28 | 25 | 27 | 29 | 29 | 138    |           | Q    |
| 5    | Marco Innocenti   | Italia                       | 28 | 28 | 30 | 26 | 24 | 136    |           | Q    |
| 6    | Fehaid Al-Deehani | Atleti Olimpici Indipendenti | 27 | 24 | 28 | 27 | 29 | 135    | +12       | Q    |
| 7    | Joshua Richmond   | Stati Uniti                  | 27 | 27 | 23 | 29 | 29 | 135    | +11       |      |
| 8    | Hu Binyuan        | Cina                         | 26 | 23 | 28 | 29 | 29 | 135    | +7        |      |
| 9    | Khaled Alkaabi    | Emirati Arabi Uniti          | 27 | 28 | 25 | 25 | 29 | 134    |           |      |
| 10   | Enrique Brol      | Guatemala                    | 25 | 25 | 27 | 28 | 28 | 133    |           |      |
| 11   | Vitaly Fokeev     | Russia                       | 27 | 25 | 27 | 27 | 27 | 133    |           |      |
| 12   | Pan Qiang         | Cina                         | 28 | 28 | 29 | 24 | 24 | 133    |           |      |
| 13   | Vasily Mosin      | Russia                       | 26 | 23 | 26 | 29 | 28 | 132    |           |      |
| 14   | Glenn Eller       | Stati Uniti                  | 24 | 27 | 26 | 26 | 28 | 131    |           |      |
| 15   | Ahmad Al-Afasi    | Atleti Olimpici Indipendenti | 24 | 26 | 27 | 26 | 25 | 128    |           |      |
| 16   | Antonino Barillà  | Italia                       | 25 | 25 | 25 | 27 | 23 | 125    |           |      |
| 17   | William Chetcuti  | Malta                        | 22 | 25 | 24 | 26 | 26 | 123    |           |      |
| 18   | Håkan Dahlby      | Svezia                       | 26 | 24 | 24 | 25 | 22 | 121    |           |      |
| 19   | Michael Nicholson | Zimbabwe                     | 24 | 23 | 24 | 24 | 24 | 119    |           |      |
| 20   | Hebert Brol       | Guatemala                    | 21 | 24 | 21 | 26 | 24 | 116    |           |      |
| 21   | Mohamed Ramah     | Marocco                      | 23 | 18 | 28 | 22 | 24 | 115    |           |      |
| 21   | Paulo Reichardt   | Paraguay                     | 25 | 23 | 17 | 19 | 22 | 106    |           |      |

### Semifinale
| Pos. | Atleta            | Nazione                      | Totale | Shoot-off | Note |
| ---- | ----------------- | ---------------------------- | ------ | --------- | ---- |
| 1    | Fehaid Al-Deehani | Atleti Olimpici Indipendenti | 28     |           | Q    |
| 2    | Marco Innocenti   | Italia                       | 27     |           | Q    |
| 3    | Steven Scott      | Gran Bretagna                | 26     | +2        | B    |
| 4    | Tim Kneale        | Gran Bretagna                | 26     | +2        | B    |
| 5    | James Willett     | Australia                    | 26     | +1        |      |
| 6    | Andreas Löw       | Germania                     | 25     |           |      |

### Finali

#### Finale 3º posto
| Posizione | Atleta       | Nazione       | Totale |
| --------- | ------------ | ------------- | ------ |
|           | Steven Scott | Gran Bretagna | 30     |
| 4         | Tim Kneale   | Gran Bretagna | 28     |

#### Finale 1º posto
| Posizione | Atleta            | Nazione                      | Totale | Spareggi |
| --------- | ----------------- | ---------------------------- | ------ | -------- |
|           | Fehaid Al-Deehani | Atleti Olimpici Indipendenti | 26     |          |
|           | Marco Innocenti   | Italia                       | 24     |          |